# Victor Vaneeckhoutte
Victor Vaneeckhoutte, né le 28 décembre 2005, est un coureur cycliste belge. Il est membre de l'équipe Lotto Dstny Development.

## Biographie
Victor Vaneeckhoutte pratique le cyclisme depuis son plus jeune âge. Durant son enfance, il passe ses vacances d'été en famille du côté du mont Ventoux, qu'il escalade régulièrement à vélo,. Il effectue sa première ascension du col provençal dès ses sept ans. 
En 2022, il rejoint l'équipe junior du CC Chevigny. Avec cette formation, il obtient deux victoires et diverses places d'honneur dans des courses régionales. La même année, il se classe douzième du Tour des Flandres juniors. Il s'impose également à une reprise dans un interclub belge. 
Lors de la saison 2023, il décroche trois nouvelles victoires au niveau régional. Sous les couleurs de l'équipe nationale de Belgique, il s'impose sur une étape du Saarland Trofeo, inscrit au calendrier de la Coupe des Nations Juniors. Il termine par ailleurs deuxième de Liège-Bastogne-Liège juniors, quatrième de Gand-Wevelgem juniors ou encore cinquième de la dernière étape du Trophée Centre Morbihan.
Grâce à ses bons résultats, il intègre la réserve de la formation Lotto Dstny en 2024. Ses débuts sont cependant perturbés par des problèmes physiques à un genou. Il parvient néanmoins à remporter une étape et le classement général du Tour de Bohême Occidentale, réservé aux coureurs espoirs.

## Palmarès
- 2023
  - 3ea étape du Saarland Trofeo
  - 2e de Liège-Bastogne-Liège juniors
- 2024
  - Tour de Bohême Occidentale :
    - Classement général
    - 1re étape
- 2025
  - 3e de la Monts et Châteaux Classic

## Classements mondiaux
| Année                                 | 2024  |
| ------------------------------------- | ----- |
| Classement mondial                    | 1308e |
|                                       |       |
| Légende : nc = non classéSource : UCI |       |